# 普里斯利希
普里斯利希是德国梅克伦堡-前波美拉尼亚州的一个市镇。总面积29.14平方公里，总人口735人，其中男性375人，女性360人（2011年12月31日），人口密度25人/平方公里。